# Municipio de Bolo
El municipio de Bolo (en inglés: Bolo Township) es un municipio ubicado en el condado de Washington en el estado estadounidense de Illinois. En el año 2010 tenía una población de 419 habitantes y una densidad poblacional de 4,34 personas por km².

## Geografía
El municipio de Bolo se encuentra ubicado en las coordenadas 38°14′57″N 89°18′59″O / 38.24917, -89.31639. Según la Oficina del Censo de los Estados Unidos, el municipio tiene una superficie total de 96.65 km², de la cual 95,4 km² corresponden a tierra firme y (1,29 %) 1,25 km² es agua.

## Demografía
Según el censo de 2010, había 419 personas residiendo en el municipio de Bolo. La densidad de población era de 4,34 hab./km². De los 419 habitantes, el municipio de Bolo estaba compuesto por el 98,09 % blancos, el 0,48 % eran afroamericanos, el 0,24 % eran amerindios, el 0,48 % eran de otras razas y el 0,72 % eran de una mezcla de razas. Del total de la población el 1,67 % eran hispanos o latinos de cualquier raza.